# Jesús Barbadilla Cervilla
Jesús Barbadilla Cervilla, més conegut com a Jesule, és un futbolista andalús. Va nàixer a Màlaga el 26 de maig de 1973. Ocupa la posició de defensa.

## Trajectòria
Format al planter de l'antic CD Málaga, amb aquest equip va debutar a la Segona Divisió en la campanya 91/92, en la qual hi jugaria un encontre. Durant la dècada dels 90 va militar en equips de Segona B i Tercera: Atlético Malagueño (91/94), CE L'Hospitalet (94/96), Polideportivo Ejido (96/98) i CP Almería (98/99).
L'estiu de 1999 fitxa pel Xerez CD, amb qui aconsegueix l'ascens a la categoria d'argent el 2001. El defensa hi jugaria durant dos anys a Segona amb els andalusos, sent titular en ambdues. El 2003 marxa al Llevant UE, amb qui assoleix l'ascens a primera divisió a l'estiu següent. Hi juga a la màxima categoria la temporada 04/05, sumant 34 partits i un gol amb els granota. Però, el seu equip no roman i descendeix de nou a Segona, on el defensa hi juga una campanya més amb el Llevant.
La temporada 06/07 marxa al Màlaga CF, que acabava de baixar a la categoria d'argent. És titular eixa temporada però a la posterior només hi apareix en quatre partits. A partir d'aquest moment, la seua carrera prossegueix per equips més modestos: Mérida UD (08/09) i Unión Estepona CF (09/...).